# 해리 마이어스

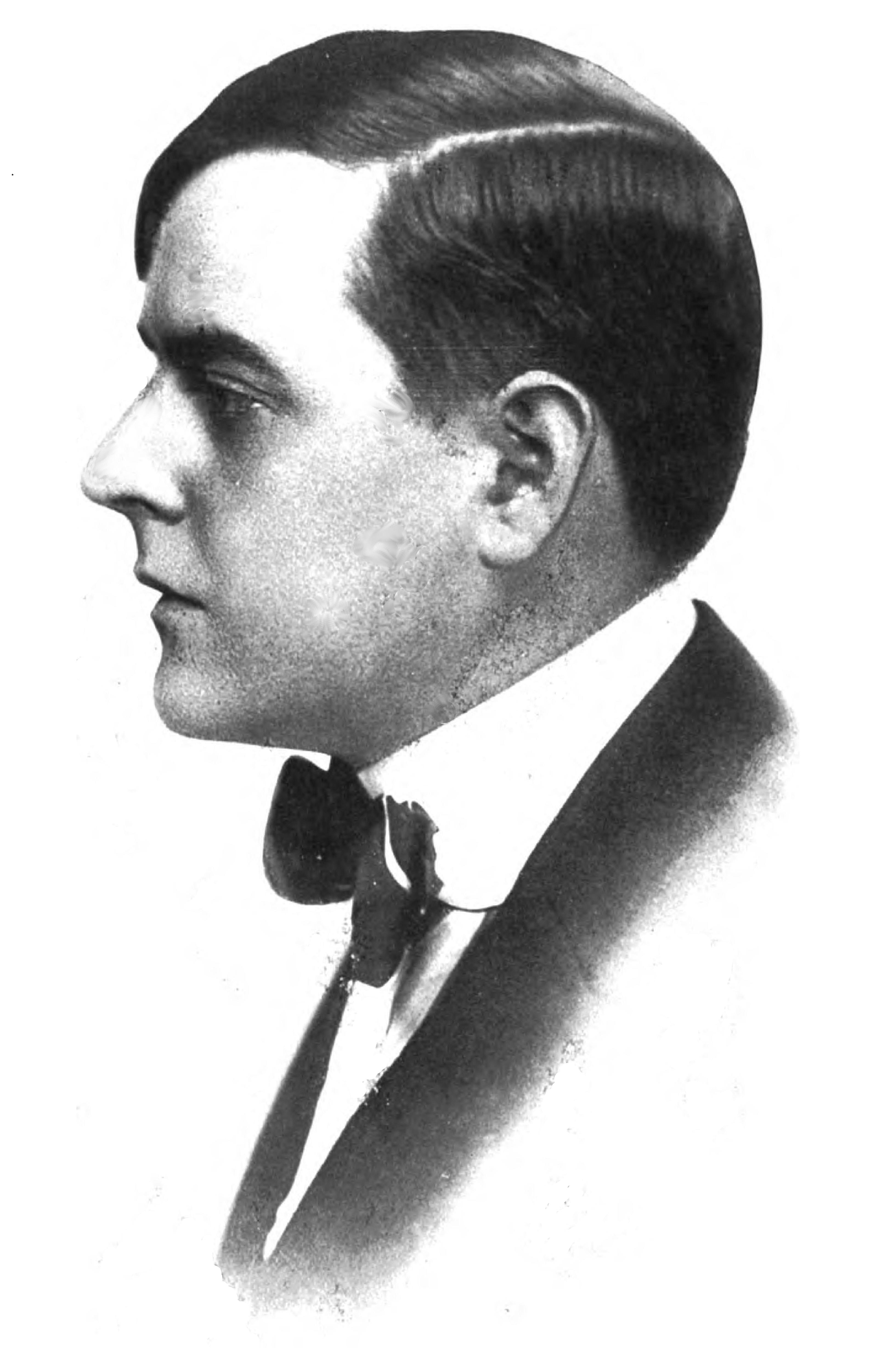

해리 마이어스(Harry Myers, 1882년 9월 5일 ~ 1938년 12월 25일)는 미국의 배우, 영화 감독, 영화배우, 각본가, 연극 배우이다.
뉴헤이번에서 태어났으며 할리우드에서 사망하였다. 사인은 폐렴이다.

## 영화
- 더 빌 (1984년)
- 스파이더스 웹 (1938년)
- 톰 소여의 모험 (1938년)
- 더블 오어 노씽 (1937년)
- 시티 라이트 (1931년)
- 붉은 비둘기 (1927년)
- 업 인 마벨스 룸 (1926년)